# Паровой дом. Путешествие по Северной Индии
«Парово́й дом» (фр. La Maison à vapeur) — научно-фантастический роман французского писателя Жюля Верна, входящий в цикл «Необыкновенные путешествия». Написан в 1880 году.

## Публикация
Работа над романом началась сразу после завершения «Таинственного острова».
Первая публикация романа — в журнале Этцеля «Magasin d’Éducation et de Récréation» с 1 декабря 1879 по 15 декабря 1880 года, под заглавием «Паровой дом. Путешествие через Северную Индию».
Существуют упоминания о втором названии романа — «Конец Нана Сахиба».
Отрывки из романа автор читал в Амьенской академии 23 апреля 1880 года.
В отдельном издании роман (под тем же заглавием) первоначально был выпущен в двух книгах, первая — 5 июля, и вторая — 11 ноября 1880 года. Под таким же названием 15 ноября 1880 года вышло иллюстрированное издание романа (99 иллюстраций Леона Бенета); это был 15 «сдвоенный» том «Необыкновенных путешествий».
В этом же 1880 году появился первый перевод романа на русский язык в газете «Новое время» (т. 5—8). Книжные издания были выпущены в 1882 году почти одновременно в Москве (издание Хлебникова) и Петербурге (типография А. А. Краевского).

## Сюжет
Трое английских джентльменов и француз отправляются в путешествие по Северной Индии при помощи удивительного «Парового дома» — выдающегося творения инженерной мысли. Важную часть в романе занимает недавно прошедшее восстание сипаев в 1857—1859 гг., в котором приняли участие с разных сторон предводитель восставших Нана Сахиб и полковник английской армии Эдвард Мунро. Судьба вновь сталкивает противников во время путешествия Мунро и его друзей по Северной Индии.